# Рачич, Пуниша
Пу́ниша Ра́чич (серб. Пуниша Рачић 12 июля 1886, Беране, Черногория — 15 октября 1944) — черногорский политик, серб по национальности, депутат югославского парламента от Народной радикальной партии. От его рук погибли известные хорватские политики, представители Хорватской крестьянской партии, противники объединения с сербами в единое государство — Павле Радич, Джуро Басаричек, смертельно ранен Степан Радич, ранены Иван Пернар и Иван Гранджа.

## Молодость
Родился 12 июля 1886 года в населённом пункте Слатина во владениях Османской империи (ныне — в черногорской общине Андриевица). В 1903 году переехал в Белград. По некоторым данным, ещё примерно в 1903—1904 годах вступил в общество «Чёрная рука», безуспешно привлекался черногорской юстицией к уголовной ответственности по обвинению в заговоре против династии, был заочно приговорен в Черногории к смертной казни. В 1911 году призван на срочную службу в армию Королевства Сербия. Участник Балканских войн. По окончании Первой Балканской войны участвовал в «умиротворении» Вардарской Македонии и Косово, вошедших в состав Королевства Сербия. В то время ходили слухи о том, что он неоднократно допускал превышение своих полномочий. Участник Первой мировой войны, во время австро-венгерской оккупации Черногории участник антиавстрийской партизанской борьбы. После Первой мировой войны, вступил в Народно-Радикальную партию (Сербскую).

## Убийство хорватских депутатов

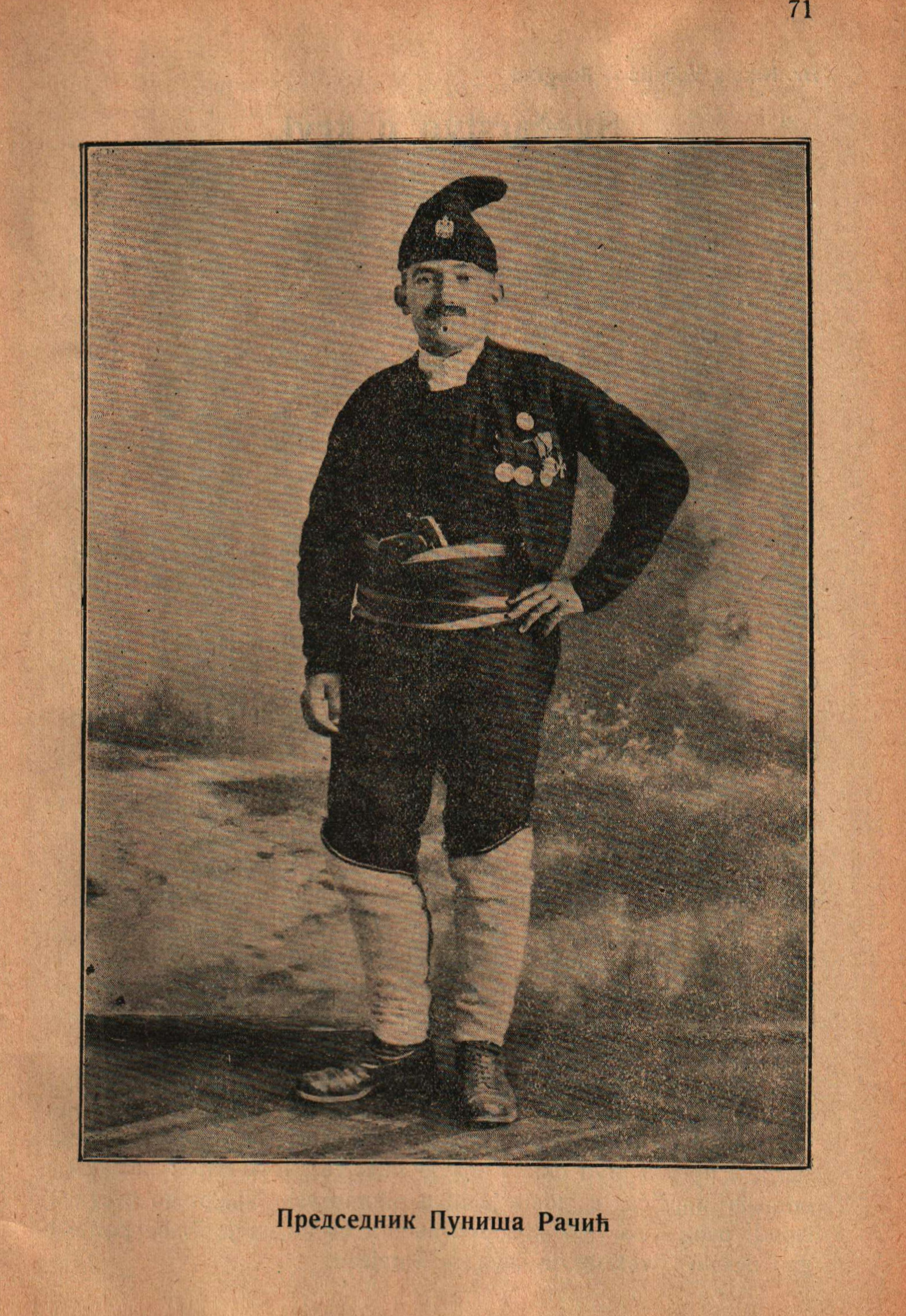
Пуниша Рачич, 1926

В сентябре 1927 г. избран в югославский парламент от радикалов.
19 июня 1928 хорватский парламентарий, лидер Крестьянской партии Степан Радич выступил с нападками на сторонников правительства за то, что те отсутствовали во время дебатов и возвращались только во время голосования, обозвав их «скотами». Рачич и другой радикал Тома Попович отреагировали на это с гневом, накинувшись на него с кулаками; когда их оттеснили, Рачич кричал, что Радич ещё получит своё.
На парламентском заседании на следующий день 20 июня хорват Любомир Маштович произнёс речь с протестом против угроз смертью, которые выкрикивали Тома Попович и Рачич в адрес Радича, и заметил, что председатель парламента Нинко Перич никак не отреагировал на эти угрозы. Следующим выступил Тома Попович, но не отказался от своих прежних слов, а напротив, заявил: «если ваш лидер, Степан Радич, который позорит хорватский народ, продолжит свои оскорбления и дальше, я гарантирую, что его голова упадёт здесь». Когда Тома Попович закончил свою речь, вызвавшую возмущение оппозиции, Нинко Перич объявил 5-минутный перерыв и вышел из зала в министерскую комнату, а вслед за ним вышел Рачич.
Когда Нинко Перич вновь открыл заседание, он дал слово Рачичу. Речь Рачича вызвала бурную реакцию оппозиционной коалиции крестьянской партии и демократов, однако Радич хранил молчание на протяжении всего заседания. Наконец Рачич заявил: «Я тоже проливал кровь за мою страну!». Когда он вернулся на свою скамью, Иван Пернар громко ответил: «Скажи нам, сколько ты пролил, мы заплатим тебе золотом!». В этот момент Рачич встал с места, подошёл к трибуне и вынул револьвер. «Всякий, кто встанет между мной и Пернаром, умрёт!», выкрикнул он. Перич объявил заседание закрытым и быстро ушёл. После этого Рачич застрелил Пернара, затем выстрелил в Степана Радича. Первая пуля попала в руку Гранды, который пытался закрыть Радича, но вторая попала Радичу в живот. Оба упали. Затем Рачич прицелился в Светозара Прибичевича, но тот пригнулся, и вместо него Рачич попал в Джуро Басаричека, который бежал вперёд. Павле Радич тоже выбежал вперёд с криками: «Боже, что ты делаешь!» Когда Павле повернулся к Степану Радичу, Рачич крикнул «Именно тебя я и искал» и выстрелил ему в бок, после чего сделал ещё два выстрела и ушёл, предполагая, что Пернар и Радич мертвы.
Именно данное политическое убийство, с его последствиями, способствовало введению в Югославии монархической диктатуры в январе 1929 года.

## Почётный арест
Через короткое время Рачич сам сдался полиции и был арестован. Суд неоднократно откладывался, и начался лишь после того, как 8 января 1929 г. король Александр I Карагеоргиевич распустил парламент и объявил свою диктатуру. К тому времени оппозиционные депутаты, включая двух выживших после бойни в парламенте, решили бойкотировать суд. Рачич был признан виновным, но приговорён к двадцатилетнему домашнему аресту в Пожареваце, который он отбывал в весьма комфортных условиях. Он был окончательно освобожден 27 марта 1941 года. Тома Попович и ещё один его предполагаемый сообщник были полностью оправданы.

## Казнь
В течение почти всей Второй мировой войны Рачич вёл спокойную частную жизнь. Был арестован югославскими партизанами 1 октября 1944 г., осуждён, по некоторым данным, военным судом и приговорён к смертной казни. Формально его дело было нарушением юридических норм, поскольку его во второй раз судили за совершение одного и того же деяния. (Уверенности в соблюдении каких-либо процессуальных норм в деле Рачича быть не может, документы суда отсутствуют, как и точное указание места и времени казни.) Приговор привели в исполнение в ночь на 15 октября 1944 года